# Triple Cross
Triple Cross is een Brits-Franse oorlogsfilm uit 1966 onder regie van Terence Young.

## Verhaal
De Britse brandkastenkraker Eddie Chapman wordt opgepakt op het eiland Jersey en hij verdwijnt er voor vijftien jaar achter tralies. Wanneer de nazi's het eiland in 1940 bezetten, biedt hij zijn diensten aan als spion.

## Rolverdeling
| Acteur              | Personage          |
| ------------------- | ------------------ |
| Christopher Plummer | Eddie Chapman      |
| Romy Schneider      | Helga Lindström    |
| Trevor Howard       | Freddie Young      |
| Gert Fröbe          | Kolonel Steinhäger |
| Claudine Auger      | Paulette           |
| Yul Brynner         | Baron von Grunen   |
| Georges Lycan       | Leo                |
| Jess Hahn           | Commandant Braid   |
| Harry Meyen         | Luitenant Keller   |
| Gil Barber          | Bergman            |
| Jean-Claude Bercq   | Majoor von Leeb    |
| Jean Claudio        | Sergeant Thomas    |
| Robert Favart       | Generaal Dalrymple |
| Bernard Fresson     | Raymond            |
| Clément Harari      | Losch              |